# Europese kampioenschappen BMX 2025
De Europese kampioenschappen BMX 2025 werden van 10 tot 13 juli georganiseerd in het Letse Valmiera.

## Medailleoverzicht

### Mannen
| Onderdeel    | Goud | Goud                 | Zilver | Zilver         | Brons | Brons            |
| ------------ | ---- | -------------------- | ------ | -------------- | ----- | ---------------- |
| BMX elite    | FRA  | Mathis Ragot Richard | FRA    | Arthur Pilard  | FRA   | Sylvain André    |
| BMX U23      | NED  | Jason Noordam        | NED    | Casper Pipers  | LAT   | Edgars Langmanis |
| BMX junioren | LAT  | Kristers Apels       | SWE    | Jesse Wahlberg | SUI   | Mark Lüthi       |

### Vrouwen
| Onderdeel    | Goud | Goud              | Zilver | Zilver            | Brons | Brons            |
| ------------ | ---- | ----------------- | ------ | ----------------- | ----- | ---------------- |
| BMX elite    | GBR  | Beth Shriever     | NED    | Merel Smulders    | NED   | Laura Smulders   |
| BMX U23      | LAT  | Veronika Stūriška | NED    | Michelle Wissing  | CZE   | Sabina Košárková |
| BMX junioren | GBR  | Freia Challish    | GBR    | Elsa Rendall Todd | GBR   | Lola De Oliveira |

### Medaillespiegel
| Plaats | Land                | Goud | Zilver | Brons | Totaal |
| 1      | Verenigd Koninkrijk | 2    | 1      | 0     | 3      |
| 2      | Letland             | 2    | 0      | 1     | 3      |
| 3      | Nederland           | 1    | 3      | 1     | 5      |
| 4      | Frankrijk           | 1    | 1      | 2     | 4      |
| 5      | Zweden              | 0    | 1      | 0     | 1      |
| 6      | Zwitserland         | 0    | 0      | 1     | 1      |
| 6      | Tsjechië            | 0    | 0      | 1     | 1      |
| Totaal | Totaal              | 6    | 6      | 6     | 18     |